# Shirin David

Shirin David (* 11. April 1995 in Hamburg als Barbara Schirin Davidavičius) ist eine deutsche Rapperin, Sängerin und Webvideoproduzentin.

## Leben und Werdegang

### Kindheit und Privates
Barbara Schirin Davidavičius wurde 1995 in Hamburg als Tochter einer Litauerin und eines Iraners geboren. Die ersten Jahre ihres Lebens verbrachte sie in Litauen. In jungen Jahren begann sie Klavier zu spielen, später folgten Geige und Oboe. Zur selben Zeit nahm sie an der Ballettschule des Hamburg Balletts Tanzunterricht. Anschließend besuchte sie die Jugend-Opern-Akademie Hamburg, eine Einrichtung der städtischen Musikschule, in der Kinder und Jugendliche in Form von Unterricht „Einblicke in die Welt der Oper“ erhalten. Sie wirkte als Kinderdarstellerin bei Produktionen der Hamburgischen Staatsoper mit.
Davids jüngere Schwester Patricia Davidavičius tritt unter dem Künstlernamen Pati ValPati als Influencerin, Autorin und Podcasterin in Erscheinung.

### 2014–2018: Karrierebeginn auf YouTube undDSDS
Im März 2014 eröffnete sie unter dem Namen Shirin David in Hamburg einen YouTube-Kanal. Im Ranking der in Deutschland meistabonnierten Kanäle ist sie mit über 2,9 Millionen Abonnenten in den Top 120. 2015 erreichte sie zusammen mit Ado Kojo mit Du liebst mich nicht, einer Coverversion des gleichnamigen Liedes von Sabrina Setlur, die Top 10 der deutschen und österreichischen Singlecharts. Im Februar 2016 wurde bekannt, dass sie ihren Vertrag mit dem Netzwerk TubeOne Networks gekündigt hat, mit dem sie ihren YouTube-Kanal erfolgreich aufgebaut hatte. 2017 war sie Jurorin in der 14. Staffel von Deutschland sucht den Superstar.

### 2019–2020: DebütalbumSupersize
Im Januar 2019 veröffentlichte sie die erste Singleauskopplung Orbit aus ihrem Debütalbum Supersize. Im Februar erschien ihre zweite Single Gib ihm, die Platz eins der deutschen Singlecharts erreichte. Im April folgte Ice, im Mai Fliegst Du mit, im Juni On Off in Zusammenarbeit mit Maître Gims und im August Brillis. Im September erschien Nur mit dir, eine Kollaboration mit Xavier Naidoo sowie ihr Debütalbum Supersize. Das Album erreichte Platz eins der deutschen Albumcharts. Dies schaffte David als erste deutsche Hip-Hop-Musikerin.
Nachdem sie im April 2017 schon das Parfüm Created by the Community in Zusammenarbeit mit dem Drogeriemarkt dm herausgebracht hatte, von dem sich nach ihren Angaben 550.000 Stück verkauft haben sollen, erschien im Oktober 2019 in Zusammenarbeit mit Douglas das Parfum Created by Shirin.
Im November 2019 erhielt Shirin David einen Bambi in der Kategorie Shootingstar, mit dem sie für ihren „kometenhaften Aufstieg und ihr besonderes Gespür für Inhalte, die junge Leute begeistern“ geehrt wurde. Im April 2020 erschien ihre Single 90-60-111, die sich als Shirin Davids zweite Nummer-eins-Single in Deutschland und als erste Nummer-eins-Single in Österreich platzierte.
Im Mai 2020 war sie auf der Single Conan x Xenia des Rappers Haftbefehl zu hören. Ebenfalls im Mai erschien mit Hoes Up G’s Down eine weitere Single. Im Juli 2020 erschien die Single Never Know des Rappers Luciano, auf der David als Feature zu hören ist. 2020 stand sie auf dem achten Platz der Forbes-Liste 30 Under 30 DACH.

### 2021–2022: Zweites AlbumBitches brauchen Rap; DirTeaund McDonald’s-Kampagne
Im Mai 2021 veröffentlichte David mit Ich darf das die erste Singleauskopplung ihres zweiten Albums Bitches brauchen Rap. Das Stück wurde ihre dritte Nummer-eins-Single in Deutschland. Im Juli 2021 erschien die zweite Single aus dem Album, Lieben wir, die ebenfalls Platz eins der deutschen Charts erreichte.
Im selben Jahr war sie in der zweiten Staffel der ProSieben-Sendung Wer stiehlt mir die Show? neben Joko Winterscheidt, Bastian Pastewka und Teddy Teclebrhan zu sehen. Im Oktober 2021 erschien ihre dritte Single des zweiten Albums, Be a Hoe/Break a Hoe, ein gemeinsamer Song mit der deutschen Rapperin Kitty Kat, der Shirins fünfte Nummer-eins-Single in Deutschland wurde. Im November wurde die vierte Singleauskopplung, Schlechtes Vorbild, veröffentlicht, und schließlich erschien auch das Album.
Ebenfalls 2021 brachte sie ihre eigene Marke DirTea heraus, unter der sie verschiedene Eistees vertreibt. Im November 2022 gab David eine gemeinsame Kampagne mit dem Fast-Food-Unternehmen McDonald’s bekannt, die unter anderem ein kurzes Musikvideo zu einer umgeschriebenen Version ihres Tracks Lieben wir beinhaltet.

### 2023:DirTea Talk, The Voice of Germanyund Tournee
Im Mai 2023 kündigte David das Format DirTea Talk an. Zwischen September 2023 und Februar 2024 erschienen im Rahmen dessen insgesamt 5 Folgen, in denen sie mit Gästen wie Shindy, Alisha Lehmann oder Teddy Teclebrhan über die verschiedensten Bereiche des öffentlichen Lebens redete. DirTea Talk erschien sowohl in Videoform als auch als Podcast. Im selben Monat veröffentlichte sie die Single Lächel doch mal mit einem dazugehörigen Musikvideo. Das Stück erreichte Platz 8 der deutschen Singlecharts.
Seit September 2023 war sie in der Castingshow The Voice of Germany neben Tom und Bill Kaulitz, Giovanni Zarrella und Ronan Keating als Coach zu sehen. Zudem wirkte sie als Gastjurorin in der Castingshow Drag Race Germany mit, einem Ableger der US-Show RuPaul’s Drag Race.
Im November 2023 ging sie erstmals auf Tournee, in deren Rahmen sie zehn Hallen in Deutschland, Österreich und der Schweiz bespielte. Es waren Gastkünstler wie Kitty Kat, Shindy, Ado Kojo und AK Ausserkontrolle dabei, und die Tour wurde überwiegend positiv rezepiert. Zum 10-jährigen Jubiläum des Schlagers Atemlos durch die Nacht von Helene Fischer nahm David gemeinsam mit ihr eine Remixversion auf, womit beide im November 2023 bei Wetten, dass..? auftraten. Der Remix schaffte es auf die Spitzenposition der deutschen Singlecharts, was Fischer ihre erste Nummer-eins-Single einbrachte.

### Seit 2024: Drittes AlbumSchlau aber blondund weitere Projekte

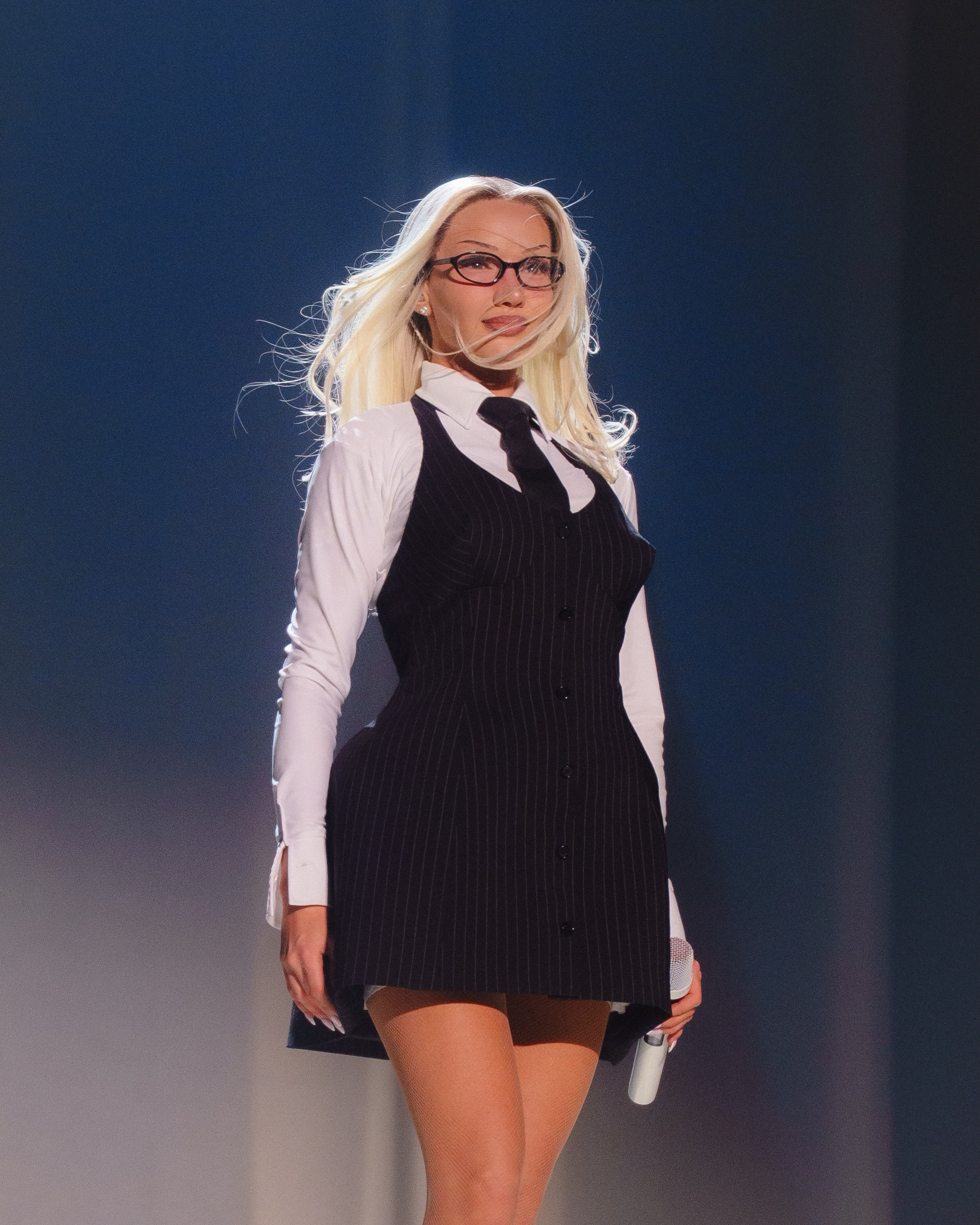
Shirin David (2025)

Nach einigen Monaten Abstinenz, die sie 2024 mit einigen Festivalauftritten, unter anderem als Headlinerin beim Hip-Hop-Festival splash!, gefüllt hatte, veröffentlichte sie im Juli 2024 die Single Bauch Beine Po, mit der sie sich zum siebten Mal an der Spitze der deutschen Singlecharts platzieren konnte. Damit ist sie die Sängerin mit den meisten Nummer-eins-Hits in Deutschland.
Die Single fungierte als erste Auskopplung aus ihrem dritten Studioalbum Schlau aber blond, welches ursprünglich im Januar 2025 veröffentlicht werden sollte, letztendlich jedoch am 14. Februar 2025 erschienen ist. Als zweite Single erschien im Oktober 2024 das Sampagne-Feature It Girl, bevor der Solo-Track Küss mich doch als dritte Auskopplung im Dezember veröffentlicht wurde. Mit dem Berliner Rapper Ski Aggu erschien im Januar 2025 dann die letzte Single vor Album-Release Atzen & Barbies. Davids drittes Studioalbum chartete – wie Supersize 2019 – auf Platz 1 der deutschen Albumcharts.
Im April 2025 hat David das Album im Rahmen einer Arena-Tournee, welche vierzehn Auftritte in Deutschland, Österreich und der Schweiz umfasste, live performt.
Auf ihrer Tournee präsentierte sie außerdem ein Duett mit dem Sänger Nico Santos erstmals. Der Song Wer liebt dich jetzt? erschien letztlich am 1. Mai mit einem dazugehörigen Musikvideo, was aus einem Zusammenschnitt der Bühnenperformance beider und Backstageaufnahmen besteht.
Seit März 2025 vertreibt David ihren Eistee DirTea exklusiv bei REWE. Die Zusammenarbeit mit der Krombacher Brauerei wurde im Vorfeld beendet, seit dem Relaunch 2025 ist der Getränkekonzern Pfanner für die Produktion des Eistees zuständig.
Im April 2025 brachte David ihre Beauty-Care-Line shirin beauty auf den Markt. Diese erschien in Zusammenarbeit mit Bübchen und umfasst Körperpflegeprodukte, welche online oder in der Drogerie erhältlich sind.
Shirin David ist 2025 außerdem zum zweiten Mal Teil der Castingshow The Voice of Germany als Coach in der 15. Staffel neben Nico Santos, Rea Garvey, sowie Smudo und Michael Beck von den Fantastischen Vier.

## Rezeption
Im Frühjahr 2017 veröffentlichte David ein Video mit dem YouTuber und Rapper Mert, dem zuvor wegen eines anderen Videos Homophobie vorgeworfen worden war. Nach zahlreicher Kritik wurde Davids Video gelöscht. Sie selbst gab an, dass sie sich zuvor nicht genug mit Merts Videos auseinandergesetzt habe und Homophobie nie unterstützen wollte. Sie entschuldigte sich und sprach sich klar gegen Homophobie aus.
Für ihren Song On Off von 2019 arbeitete sie jedoch mit dem kongolesischen Rapper Maître Gims zusammen, der in Frankreich für homophobe Entgleisungen bekannt ist und in einem seiner Songs zur Verstümmelung homosexueller Männer aufrief.
Für ihr Lied Nur mit dir (2019), in dem Xavier Naidoo einen Feature-Part übernahm, wurde David ebenfalls kritisiert, weil Naidoo in der Vergangenheit durch rechtspopulistische und verschwörungsideologische Äußerungen aufgefallen war. Als Naidoo 2020 während der COVID-19-Pandemie das Coronavirus leugnete, ließ David das Lied aus sämtlichen offiziellen Plattformen löschen. Seit 2025 ist das Lied wieder online verfügbar. Ein Statement zu den Beweggründen gab es nicht.
Im Dezember 2022 veröffentlichte David ein Werbevideo für ihre Dirtea-Kampagne, in dem sie mit einer Echtpelz-Jacke bekleidet zu sehen war. Dafür wurde sie in den sozialen Medien stark kritisiert.
Die von David propagierte „weibliche Selbstermächtigung“ im Deutschrap spiegele sich in ihren Texten wider und treibe „den Kulturwandel unerbittlich voran“, schrieb Daniel Haas im Dezember 2023 im Feuilleton der NZZ. Wie David, Badmómzjay und Haiyti in ihren Texten dem „romantischen Ästhetizismus des 08/15-Pop den Garaus“ machten, sei „aufregend und neu“.
David steht im Mittelpunkt feministischer Diskussionen. Ein zentraler Kritikpunkt ist ihre freizügige Selbstdarstellung, die von einigen als Verstärkung traditioneller Geschlechterstereotype wahrgenommen wird. Ihre Betonung körperlicher Attribute und die öffentliche Darstellung zahlreicher Schönheitsoperationen werden als Förderung eines unrealistischen Schönheitsideals angesehen, das den Druck auf Frauen erhöhen könnte, bestimmten physischen Standards zu entsprechen.
Zudem wird diskutiert, ob ihre Darstellung von Sexualität tatsächlich emanzipatorisch wirkt oder ob sie letztlich patriarchale Strukturen reproduziert, indem sie männliche Fantasien bedient und somit traditionelle Machtverhältnisse aufrechterhält. Ein weiterer Aspekt der Kritik betrifft die Kommerzialisierung feministischer Ideale: Einige Stimmen sehen in Davids Nutzung feministischer Rhetorik in ihrer Musik und ihrem Marketing eine Verwässerung des eigentlichen Anliegens der Bewegung, da sie Feminismus als Verkaufsstrategie einsetze, ohne tiefere gesellschaftliche Veränderungen anzustreben.
Ein spezifisches Beispiel für Kritik ist ihr Song Bauch Beine Po. Der Songtext, insbesondere die Zeile „Geh ins Gymmie, werde skinny“, wurde von Kritikern als Bodyshaming betrachtet. In Reaktion darauf veröffentlichte die Linken-Politikerin Caren Lay eine umgedichtete Version des Liedes, die ein positives Körperbild fördere und alle Frauen ermutige, ihren Körper unabhängig von ihrem Aussehen zu akzeptieren.

## Diskografie
Studioalben

| Jahr | Titel Musiklabel                               | Höchstplatzierung, Gesamtwochen, AuszeichnungChartplatzierungen (Jahr, Titel, Musiklabel, Platzierungen, Wochen, Auszeichnungen, Anmerkungen) | Höchstplatzierung, Gesamtwochen, AuszeichnungChartplatzierungen (Jahr, Titel, Musiklabel, Platzierungen, Wochen, Auszeichnungen, Anmerkungen) | Höchstplatzierung, Gesamtwochen, AuszeichnungChartplatzierungen (Jahr, Titel, Musiklabel, Platzierungen, Wochen, Auszeichnungen, Anmerkungen) | Anmerkungen                                                 |
| Jahr | Titel Musiklabel                               | DE | AT | CH | Anmerkungen                                                 |
| ---- | ---------------------------------------------- | --- | --- | --- | ----------------------------------------------------------- |
| 2019 | Supersize Vertigo Records (UMG)                | DE1 (10 Wo.)DE | AT2 (5 Wo.)AT | CH3 (4 Wo.)CH | Erstveröffentlichung: 20. September 2019                    |
| 2021 | Bitches brauchen Rap Juicy Money Records (UMG) | DE3 Gold · (41 Wo.)DE | AT3 Gold · (17 Wo.)AT | CH4 (22 Wo.)CH | Erstveröffentlichung: 19. November 2021 Verkäufe: + 107.500 |
| 2025 | Schlau aber blond Juicy Money Records (UMG)    | DE1 (21 Wo.)DE | AT2 (15 Wo.)AT | CH7 (9 Wo.)CH | Erstveröffentlichung: 14. Februar 2025                      |

## Filmografie
Kinofilme
- 2015: Fack ju Göhte 2
- 2015: Kartoffelsalat – Nicht fragen!

Fernsehen
- 2017: Deutschland sucht den Superstar (Jurorin)
- 2021: Wer stiehlt mir die Show? (Mitwirkende)
- 2023: Drag Race Germany (Gastjurorin)
- 2023, 2025: The Voice of Germany (Jurorin)
- 2024: Das Duell um die Geld (Mitwirkende)

## Auszeichnungen
Bambi
- 2019: in der Kategorie: „Shootingstar“[58]
- 2024: in der Kategorie: „Musik National“[59]

Berliner Marketingpreis
- 2023: in der Kategorie: „Ehrenpreis“[60]

Bravo Otto
- 2020: in der Kategorie: „Hip-Hop national“ (Bronze)[61]
- 2021: in der Kategorie: „Hip-Hop national“ (Silber)[62]

Duftstars
- 2018: in der Kategorie: „Publikumspreis Damen“ (für Created by the Community)[63]

German Influencer Awards
- 2022: in der Kategorie: „Musik (MEGA)“[64]

Hiphop.de Awards
- 2023: in der Kategorie: „Macher des Jahres“[65]

Place to B Awards
- 2017: in der Kategorie: „YouTube“[66]
- 2019: in der Kategorie: „Ehrenpreis“[67]

Polyton
- 2024: in der Kategorie: „Wildcard“ (Atemlos durch die Nacht (10 Year Anniversary Version))[68]

TikTok Awards
- 2024: in der Kategorie: „Artist of the Year“